# Fowleria marmorata
Fowleria marmorata är en fiskart som först beskrevs av Haynes Gibbes Alleyne och Macleay, 1877.  Fowleria marmorata ingår i släktet Fowleria och familjen Apogonidae. Inga underarter finns listade i Catalogue of Life.